# Douglas & McIntyre
Pour les articles homonymes, voir Douglas et McIntyre.
Douglas & McIntyre est une maison d'édition canadienne, partie de Douglas et McIntyre (2013) Ltd. 

## Histoire
Douglas & McIntyre a été fondée par James Douglas et Scott McIntyre en 1971 en tant que maison d'édition indépendante basée à Vancouver. Réorganisée avec de nouveaux propriétaires en 2008 en tant que D&M Publishers Inc., elle achète New Society Publishers. En octobre 2012, la société a déposé un Avis d'Intention (Notice of Intention) sous couvert de la loi canadienne sur les faillites, le Canadian bankruptcy act (en).
D&M Publishers vend ses informations légales (imprints), en vertu de la protection fournie par l'avis d'intention ; New Society est retournée à ses précédents propriétaires, la marque Greystone Books a été vendue à un groupe dirigé par la maison d'édition Heritage House Publishing et instituée en tant que société autonome sous l'appellation Greystone Books Ltd. tandis que le catalogue original Douglas & McIntyre a été vendu aux propriétaires de Harbour Publishing (en) qui l'a installée comme nouvelle société indépendante, Douglas et McIntyre (2013) Ltd,,.
Douglas & McIntyre est l'éditeur de Douglas Coupland, du poète Robert Bringhurst, de l'anthropologue Wade Davis, du chef Rob Feenie (en), de l'artiste Bill Reid et de la journaliste Susan Delacourt (en). Son catalogue complet compte plus de 1000 titres, dont plus de 500 titres actifs,,.